# Лайпциг (бронепалубен крайцер, 1905)
Лайпциг (на немски: SMS Leipzig) е бронепалубен крайцер на Императорските военноморски сили от типа „Бремен“, шести кораб в проекта от седем крайцера. Построен е от фирмата AG Weser в град Бремен и носи името на град Лайпциг. Корпусът е заложен през 1904 г., спуснат е на вода през март 1905 г. През април 1906 г. влиза в състава на Флота на откритото море. Крайцерът е въоръжен с главна батарея от десет 105 мм оръдия и два 45-мм торпедни апарата. Може да развива скорост от 22 възела (41 км/ч).
„Лайпциг“ служи в отвъдморските бази, с началото на Първата световна война, през август 1914 г. той крейсира при бреговете на Мексико. Присъединявайки се отново към източноазиатската ескадра той плава в южноамерикански води, където участва в битката при Коронел, в хода на която германската ескадра хваща и потопява два британски броненосни крайцера. Месец спустя „Лайпциг“ взема участие във Фолкландската битка, в хода на която източноазиатската ескадра е разгромена. Британските крайцери HMS Glasgow и HMS Kent настигат и потопяват „Лайпциг“, по-голямата част от неговия екипаж загива в боя, оцеляват само 18 души.

## Конструкция
Строителството на „Лайпциг“ започва въз основа на договор „N“, корпусът е заложен в корабостроителницата на фирмата AG Weser в гр. Бремен през 1903 г., спуснат на вода на 30 април 1904 г., след което започват работите по дострояването на кораба. На 10 януари 1905 г. корабът влиза в състава на Хохзеефлоте. Корабът има 111,1 м дължина, 13,3 м ширина, има газене от 5,28 м, водоизместимост от 3816 т при пълно бойно натоварване. Двигателната установка се състои от две парни машини Компаунд с тройно разширение, с индикаторна мощност от 10 хил. к.с. (7500 кВт), корабът развива скорост от 22 възела (41 км/ч). Парата за машините се образува в десет въглищни водотръбни парни котела „военноморски“ тип. Крайцерът може да носи 860 тона въглища, което осигурява далечина на плаване от 4690 морски мили (8690 км) на скорост от 12 възела (19 км/ч). Екипажът на крайцера се състои от 14 офицера и 274 – 287 матроса.
Въоръжението на крайцера се състои от десет оръдия 105 mm SK L/40 в единични установки. Две от тях са разположени едно до друго отпред на бака, шест са в средната част на съда, три са всяка страна и два са едно до друго на кърмата. Оръдията имат прицелна далечина на стрелбата от 12 200 m. Общият им боекомплект е 1500 изстрела (150 снаряда на ствол). Също корабът носи два 450-mm торпедни апарати с общ боезапас пет торпеда. Апаратите са поставени в корпуса на съда по бордовете под водата. Крайцерът може да носи 50 мини. Корабът е защитен от бронирана палуба с дебелина до 80 mm. Дебелината на стените на рубката е 100 mm, оръдията са защитени от тънки щитове с дебелина 50 mm.

## История на службата
Първи командир на кораба е Франц фон Хипер (от въвеждането в строй през април до септември), след което „Лайпциг“ е изпратен на служба в чужбина и е приписан към източноазиатската ескадра заедно с броненосните крайцери „Шарнхорст“ (SMS Scharnhorst) и „Гнейзенау“ и леките крайцери „Емден“ (SMS Emden) и „Нюрнберг“ (SMS Nürnberg). Корабът крейсира при западното крайбрежие на Мексико, с цел демонстриране на присъствие в двете Америки когато през август 1914 г. избухва световната война. Също така „Лайпциг“ има задачата да охранява германските интереси в Мексико в периода на безредиците там. Първите седмици на войната „Лайпциг“ крейсира при бреговете на Сан Франциско, на лов за търговски съдове с британски флаг. На 18 август крайцерът прави спирка на Галапагоски острови по пътя си към Южна Америка. След седмица „Лайпциг“ потопява британски съд, превозващ захар и на 28 август се насочва към перуанското крайбрежие. На 8 септември крайцерът спира в Гуаймас (Мексико съхранява неутралитет), за да се зареди с въглища.

### Сражението при Коронел
На 14 октомври корабът се присъединява към останалата част от източноазиатската ескадра под командването на вицеадмирал Максимилиан фон Шпее при остров Пасха, крайцерът води със себе си три съда-въглевози. На 18 октомври ескадрата се насочва към Южна Америка, правейки по пътя спирка на островите Хуан Фернандес. На 26 октомври ескадрата преминаава покрай острова Мас а Фуера и се насочва към Валпараисо, където германските моряци получават разузнавателни сведения, че британският крайцер HMS Glasgow се намира в Коронел. Фон Шпее решава да плава към Коронел, за да хване британския крайцер преди той да е напуснал пристанището. Той не знае, че към „Глазгоу“ са се присъединили броненосните крайцери HMS Good Hope и HMS Monmouth.
Патрулирайки при Коронел „Лайпциг“ спира и обискира чилийска барка, но тъй като Чили съхранява неутралитет и на барката не е намерена контрабанда немците я пускат. На 1 ноември, в 16.00, на „Лайпциг“ забелязват стълб дим на разстояние, в 16.17 друг кораб и трети в 16.25. Британците също забелязват „Лайпциг“, двете ескадри се построяват в боен ред. „Лайпциг“ заема третото място в германската линия, зад двата броненосни крайцера. В 18.07 фон Шпее издава заповед: „Да се открие огън, започвайки отляво“, имайки предвид, че всеки кораб ще обстрелва своя опонент в строя. Немците първи откриват огън в 18.34.
„Шархорст“ и „Гнейзенау“ бързо разгромяват своите опоненти, в същото време „Лайпциг“ безуспешно води огън по „Глазгоу“. В 18.49 снаряд на „Глазгоу“ попада в „Лайпциг“ но не детонира. „Лайпциг“ и „Дрезден“ (SMS Dresden) пет пъти накриват „Глазгоу“ с огъня си, след това фон Шпее заповядва на „Лайпциг“ да се приближи до ударения „Гуд Хоуп“ и да го торпилира. Завалелия проливен дъжд обаче скрива кораба и когато „Лайпциг“ вече е на мястото, което заема „Гуд Хоуп“, британският крайцер вече е потънал. Екипажит на „Лайпциг“ не знае за неговата гибел и не предприема никакви спасителни операции. Към 20.00 „Лайпциг“, в настъпилата тъмнина, среща „Дрезден“, двата екипажа решават, че пред тях е вражески кораб, но бързо разбират за своята грешка. В хода на битката „Лайпциг“ не получава повреди, а сред неговия екипаж няма пострадали.

### Фолкландската битка
След битката при Коронел фон Шпее решава да се върне във Валпарайсо, за да получи последващи заповеди. „Шарнхорст“, „Гнейзенау“ и „Нюрнберг“ влизат в залива, „Лайпциг“ и „Дрезден“ съпровождат въглевозите до Мас а Фуера. На 6 ноември към крайцерите се присъединява оставащата част от източноазиатската ескадра, крайцерите попълват запаса си от въглища и други материали. На 10 ноември „Лайпциг“ и „Дрезден“ са изпратени във Валпарайсо и пристигат там на 13 ноември. Пет дни по-късно те отново се присъединяват към ескадрата на 460 км западно от остров Робинзон Крузо, обединената ескадра се насочва към залива Пеняс, пристигайки там на 21 ноември. Там корабите се зареждат с въглища и се приготвят за дългия път около нос Хорн. Междувременно британците, след като се опомнят от шока след поражението при Коронел, изпращат могъщите линейни крайцери HMS Invincible и HMS Inflexible, под командването на вицеадмирал Довтън Стърди, със задачата да намерят и унищожат корабите от ескадрата на фон Шпее. На 11 ноември те напускат Британия и на 7 декември достигат Фолкландските острови, по пътя обединявайки се с броненосните крайцери „Карнарвон“, „HMS Kent“ и „Корнуол“ и лекия крайцер „HMS Bristol“ и повредения крайцер „Глазгоу“.
На 26 ноември изсточноазиатската ескадра излиза от залива Пеняс, насочвайки се към нос Хорн, достигайки го на 2 декември. При нос Хорн „Лайпциг“ пленява канадския съд „Drummuir“, като военен трофей, корабът превозва 2750 тона въглища. Въглищата са претоварени на въглевозите „Баден“ и „Санта Изабел“ при остров Пиктън. В нощта на 6 декември фон Шпее провежда съвещание с командирите на корабите си, обсъждайки предлаганото от тях нападение над Фолкландските острови. Фрегаттенкапитан (капитан 2-ри ранг) Хаун, командир на крайцера „Лайпциг“ заедно с капитаните на „Гнейзенау“ и „Дрезден“ се изказва против плана и предлага да се заобиколят Фолкландите, и да се започне война по търговските пътища от Ла Плата. Въпреки това фон Шпее взема решение да атакува Фолкландите в утрото на 8 декември.
Сутринта на 8 декември немците наближават Порт Стенли, столицата на Фолкландските острови. Британците скоро ги забелязват, вдигат парата и им излизат насреща. Фон Шпее отначало мисли, че британците са запалили въглищните си складове, за да не попаднат в ръцете на немците. Осъзнавайки присъствието на мощна британска ескадра, Шпее се отказва от нападението, заповядва корабите да се обърнат и да се спасяват с бягство. Британците бързо излизат от залива и се впускат в преследване. Към 12.25 линейните крайцери настигат отстъпващата ескадра и откриват огън по „Лайпциг“, заемащ последното място в германската линия, но не постигат попадения. Фон Шпее заповядва на леките крайцери да се оттеглят и да бягат, а на „Шархорсту“ и „Гнейзенау“ да се обърнат към своите преследвачи, той се надява, че ще може да прикрие отстъплението на оставащата част от ескадрата. В отговор Старди изпраща своите крайцери в преследване на „Нюрнберг“, „Дрезден“ и „Лайпциг“.
„Глазгоу“ поема след „Лайпциг“ и скоро го настига, откривайки огън в 14.40. След 20 минутен обстрел „Лайпциг“ е ударен. Германският крайцер се обръща към порта, за да увеличи дистанцията, а след това надясно, за да води огън по целия борд. В последващия бой двата кораба получават по няколко попадения, което принуждава „Глазгоу“ да прекъсне боя и да отстъпи мястото си на по-мощните броненосни крайцери. „Лайпциг“ получава сериозни повреди от обстрел на „Корнуол“ и „Кент“ и се запалва, но въпреки това
не излиза от боя и продължава да се бие. В хода на боя „Лайпциг“ има 18 попадения „Корнуол“, нанасяйки му повреди. Също така „Лайпциг“ изстрелва три торпеда по британските кораби, но без да има попадения. В 19.20 Хаун заповядва да се потопи повредения крайцер. Британските кораби го приближават и откриват огън по повредения кораб от близка дистанция, което погубва много от членовете на екипажа. Британците също така унищожават кутера, пълен с оцелели, погубвайки ги всичките. В крайна сметка „Лайпциг“ се преобръща и потъва в 21.05, капитан Хаун потъва заедно със своя кораб. Британците успяват да спасят само 18 човека от студените води на Атлантическия океан.

## Коментари
1. ↑  Префиксът „SMS“ е от на немски: Seiner Majestat Schiff (Кораб на Негово Величество).
2. ↑  Германските кораби при началото на тяхното строителство получават временни имена. За новите кораби се избират букви. Тези кораби, които трябва да заменят стари или загубени кораби получават приставката „Ерзац“ пред името на заменяемия кораб.
3. ↑  Съгласно номенклатурата на артилерията на флота на Германската империя „SK“ (Schnelladekanone) означава „скорострелно оръдие“, а L/40 означава сравнителната дължина на оръдието в калибри. В дадения случай L/40 означава, че дължината на оръдието съставлява 40 негови калибра (105 × 40).